# آبراهام سارکاخیان
آبراهام سارکاخیان (ارمنی: Աբրահամ Սարկախյան؛ زادهٔ ۲۳ ژوئن ۱۹۸۶ در تساغکادزور) اسکی‌باز در رشته اسکی آلپاین اهل ارمنستان است.  وی در ترکیب تیم ارمنستان در بازی‌های المپیک زمستانی ۲۰۰۶ در رشته اسکی آلپاین به رقابت پرداخت.